# Paratiberioides mandibularis
Paratiberioides mandibularis là một loài bọ cánh cứng trong họ Passalidae. Loài này được Heller miêu tả khoa học năm 1900.